# 薩爾瓦托雷·費斯切拉
薩爾瓦托雷·費斯切拉（義大利語：Salvatore Fisichella，1943年5月15日—）是一位義大利男高音，以其美声唱法著稱，擅長演唱罗西尼、多尼采蒂、贝利尼等人筆下的角色，其出演貝利尼作品的次數冠於20世紀所有著名男高音。

## 生平
費斯切拉出生於西西里岛卡塔尼亞。10歲左右，費斯切拉在學校、教堂和家庭聚會上演唱，彼時他對宗教音樂特別有興趣，並在神學院中接受初始的音樂啟蒙。高中階段他主修科學及土地測量，但對於職業演唱的興趣不大，僅在家人、朋友面前演唱浪漫曲等小作品。之後他開始與著名女高音瑪麗亞·向諦利（Maria Gentile）學習，狀況有所改觀。在與向諦利學習的六年時間中，費斯切拉研究了马里奥·德·摩纳哥、朱塞佩·德·史帝法諾、弗兰科·科莱里等人的演唱，並開始在向諦利的安排下進行一些演出。
七〇年代，費斯切拉贏得了阿德里亞諾·貝利聲樂比賽（Concorso Lirico Adriano Belli）。他在斯波莱托完成職涯初登場，出演马斯内《維特》的主角一角，之後則是來自羅馬歌劇院、马西莫剧院、马西莫贝利尼剧院等主要劇院的演出邀約。1984年，費斯切拉在伯恩劇場出演《寵姬》，此時他已被視為「多尼采蒂、贝利尼劇作的最佳男高音詮釋」。大約在這個時期，費斯切拉開始與内洛·桑蒂合作，後者鼓勵他接演《清教徒》、《乔康达》、《威廉·退尔》、《海盗》等劇的困難角色。同年，費斯切拉在维也纳音乐厅演出罗西尼《聖母悼歌》。1985年，費斯切拉在布雷根茨音樂節演出，並與柏林廣播交響樂團合作，紀念贝利尼逝世的150週年。翌年，他以《清教徒》達成紐約初登場，造成紐約媒體的轟動。

## 評價
在廿五年的演唱生涯中，是這個時代最難能可貴的義大利男高音。—《歌劇大辭典》（Dictionary of Opera）

## 外部連結
- 官方网站
- 薩爾瓦托雷·費斯切拉的Discogs页面（英文）
- 薩爾瓦托雷·費斯切拉在互联网电影资料库（IMDb）上的資料（英文）